# Marco Cusin
Marco Cusin (nacido el 28 de febrero de 1985 en Pordenone, Italia) es un jugador de baloncesto italiano. Con 2.07 metros de estatura, juega en la posición de pívot.

## Trayectoria
- Pallacanestro Trieste (2002-2004)
- Pallacanestro Biella (2004-2006)
- B.C. Ferrara (2006-2007)
- Fabriano Basket  (2007)
- Triboldi Soresina (2007-2009)
- Triboldi Cremona  (2009-2010)
- Victoria Libertas Pesaro  (2010-2012)
- Pallacanestro Cantù  (2012-2014)
- Dinamo Sassari  (2014)
- Vanoli Cremona  (2014-2016)
- Scandone Avellino (2016-2017)
- Olimpia Milano (2017-2018)
- Auxilium Torino (2018- )